# Napiwoda
Napiwoda (niem. Napiwodda, 1890–1945 Grünfließ) – wieś w Polsce położona w województwie warmińsko-mazurskim, w powiecie nidzickim, w gminie Nidzica.
Jedna z ważniejszych historycznie osad leśnych puszczy Napiwodzko-Ramuckiej będącej terenem polowań królewskich. W lesie przy linii kolejowej w kierunku Muszak znajduje się tablica poświęcona rosyjskiemu generałowi majorowi Nikołajowi Iwanowiczowi Maczugowskiemu, który był szefem sztabu XV Korpusu generała Martosa i poległ wraz z 18 żołnierzami 30 sierpnia 1914. Przez Napiwodę przepływa Struga Napiwodzka podlegająca zjawisku sufozji w okolicach między tą miejscowością a Moczyskiem. W okolicach tzw. rakerni znajdują się leje sufozyjne.
Przez wieś przebiega droga wojewódzka nr 545 prowadząca w stronę Szczytna
We wsi był przystanek kolejowy Napiwoda.

## Historia
Napiwoda była jedną z wielu wsi w południowych Prusach, w której osadzali się polskojęzyczni chłopi z Mazowsza - Mazurowie. W 1436 była wsią czynszową. Szkoła powstała w latach 1737–1740. Funkcjonowało tu leśnictwo, chłopi zaś posiadali prawo chełmińskie. W 1721 król Prus, Fryderyk Wilhelm I, przejeżdżał konno przez Napiwodę.
13 czerwca 1812 żołnierze 15 włoskiej dywizji piechoty z IV korpusu, pod wodzą generała Domenico Pino, pozrywali wszystkie strzechy i dachy kryte słomą. Słoma z nich posłużyła im do wymoszczenia posłań i gotowania strawy. Skończyło się to doszczętnym spaleniem dziewięciu chłopskich zagród.
W 1858 Napiwoda miała 5378 mórg ziemi. W latach 1818, 1877, 1890 były kolejno: 30, 70 i 82 domy, mieszkały w nich 233, 549 i 653 osoby. W 1871 obok 504 ewangelików żyło 42 katolików i 3 żydów. W 1935 do czteroklasowej szkoły, zatrudniającej, 4 nauczycieli chodziło 191 dzieci. W 1939 Mieszkało w Napiwodzie 730 osób. Napiwoda posiadała swoją karczmę.
Wszystkie rewiry leśne wymieniono w ustawie leśnej Fryderyka II, z 1775 r.
W 1945 wieś została włączona do Polski. Do 1954 roku siedziba gminy Napiwoda. W latach 1954–1972 wieś należała i była siedzibą władz gromady Napiwoda. W latach 1975–1998 miejscowość administracyjnie należała do województwa olsztyńskiego.
Pierwszym dyrektorem szkoły siedmioklasowej był Ryszard Bulejak. W 1968 wybudowana została nowa ośmioklasowa szkoła podstawowa. Od 16 października 2006 patronem szkoły jest Jan Paweł II. Kolejno funkcje dyrektora szkoły pełnili:
- Ryszard Bulejak
- Antoni Nowakowski
- Lucjan Chmielewski
- Hanna Jakowicka
- Eugenia Romaniuk
- Ryszard Homka
- Teresa Wiśniewska
- Józef Dąbek
- Grażyna Czerwonka
- Roman Szymański
- Rafał Ziółkowski

W 1991 parafia Napiwody otrzymała nowy Kościół NMP. Proboszczem miejscowej parafii został ksiądz kanonik Andrzej Bawirsz.

## Walory miejscowości
- Las
- Struga Napiwodzka
- Stajnia wraz z Klubem Jeździeckim „Napiwoda” prowadzona przez Kingę Pasturską
- Zakład Drzewny Napiwoda Sp. z o.o
- OSP Napiwoda
- Szkoła podstawowa
- Kościół
- Biblioteka
- Zakątek Napiwoda - miejsce spotkań, rekreacji i aktywacji mieszkańców oraz animacji czasu wolnego dla dzieci